# Eilert Määttä
Yngve Eilert Määttä (Vittangi, 22 settembre 1935 – Södertälje, 7 maggio 2011) è stato un hockeista su ghiaccio svedese.

## Palmarès

### Olimpiadi invernali
- 1 medaglia:
  - 1 argento (Innsbruck 1964)

### Mondiali
- 5 medaglie:
  - 2 ori (Mosca 1957; Colorado Springs/Denver 1962)
  - 2 argenti (Stoccolma 1963; Vienna 1967)
  - 1 bronzo (Tampere 1965)